# سیارک ۱۲۴۷۰
سیارک ۱۲۴۷۰ (به انگلیسی: 12470 Pinotti، نامگذاری:1997BC9) دوازده هزار و چهارصد و هفتاد و یکمین سیارک کشف شده‌است که در ۳۱ ژانویه ۱۹۹۷ کشف شد.
قدر مطلق سیارک برابر ۱۷.۸ است.